# Edward Siegler
Edward Victor Siegler (Chicago, Illinois, 14 d'agost de 1881 – Chicago, 28 de gener de 1942) va ser un gimnasta i atleta estatunidenc que va competir a cavall del segle xix i el segle xx. El 1904 va prendre part en els Jocs Olímpics de Saint Louis i guanyà la medalla de bronze en la prova per equips del programa de gimnàstica, com a membre de l'equip Central Turnverein, Chicago junt a John Duha, Charles Krause, George Mayer, Robert Maysack i Philip Schuster. També disputà les proves gimnàstiques del concurs complet i triatló, on fou 32è i 53è respectivament; i el triatló del programa d'atletisme, on fou dotzè.